# Gnathostomata (classification phylogénétique)
Cette page a pour objet de présenter un arbre phylogénétique des Gnathostomata (Gnathostomes, ou Vertébrés à mâchoires), c'est-à-dire un cladogramme mettant en lumière les relations de parenté existant entre leurs différents groupes (ou taxa), telles que les dernières analyses reconnues les proposent. Ce n'est qu'une possibilité, et les principaux débats qui subsistent au sein de la communauté scientifique sont brièvement présentés ci-dessous, avant la bibliographie.

## Arbre phylogénétique
Le cladogramme présenté ici ne possède qu'une valeur indicative. Il n'est pas forcément consensuel, et on peut toujours se référer à la bibliographie au bas de l'article.
Le symbole ▲ renvoie à la partie immédiatement supérieure de l'arbre phylogénétique du vivant. Le signe ► renvoie à la classification phylogénétique du groupe considéré. Tout nœud de l'arbre portant plus de deux branches montre une indétermination de la phylogénie interne du groupe considéré.
Les habitudes typographiques des botanistes et des zoologistes sont différentes. Ici, par commodité de lecture, et certains groupes actuels relevant des deux domaines traditionnels, les noms de taxons supérieurs au genre sont tous écrits en caractères droits, les noms de genres ou d'espèces en italiques.
À la suite d'un taxon, sa période d'apparition, quand elle est connue, peut être indiquée suivant la légende suivante :
(Plé) : Pléistocène ; (Pli) : Pliocène ; (Mio) : Miocène ; (Oli) : Oligocène ; (Éoc) : Éocène ; (Pal) : Paléocène ; (Cré) : Crétacé ; (Jur) : Jurassique ; (Tri) : Trias ; (Per) : Permien ; (Car) : Carbonifère ; (Dév) : Dévonien ; (Sil) : Silurien ; (Ord) : Ordovicien ; (Camb) : Cambrien ; (Edi) : Édiacarien. Pour plus de précision si possible, (-) : inférieur ; (~) : moyen ; (+) : supérieur.

```
 
▲

└─o 
Gnathostomata

  ├─o 
Antiarcha
 ou 
Antiarchi
 (éteint)
  └─o
    ├─o 
Arthrodira
 (éteint)
    └─o 
Acanthodii
 (éteint) 
(paraphylétique)

      └─o 
Chondrichthyes
 
►

      └─o 
Osteichthyes

        ├─o 
Actinopterygii
 
►

        └─o 
Sarcopterygii

          ├─o
          │ ├─o 
Onychodontiformes
 (éteint)
          │ └─o 
Coelacanthimorpha
 ou 
Actinistia

          └─o 
Rhipidistia
 ou 
Choanata

            ├─o 
Dipnomorpha

            │ ├─o 
Porolepiformes
 (éteint)
            │ └─o 
Dipnoiformes

            │   └─o 
Dipnoi
 
►

            └─o 
Tetrapodomorpha

              ├─o 
Rhizodontiformes
 (éteint)
              └─o 
Osteolepiformes
 
(paraphylétique)

                └─o 
Stegocephalia
 
(paraphylétique)

                  └─o
                    ├─o 
Temnospondyli
 
(paraphylétique)
 
►

                    │ └─o 
Lissamphibia
 
►

                    └─o
                      ├─o 
Embolomeri
 (éteint)
                      └─o
                        ├─o 
Seymouriamorpha
 (éteint)
                        └─o
                          ├─o 
Lepospondyli
 (éteint) 
►

                          └─o 
Cotylosauria

                            ├─o 
Amniota
 
►

                            └─o 
Diadectomorpha
 (éteint)
```

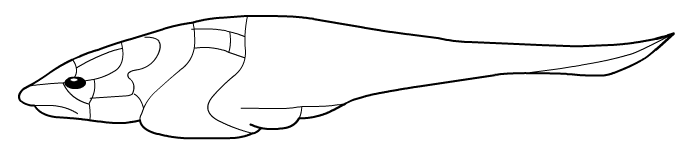
Placoderme indéterminé
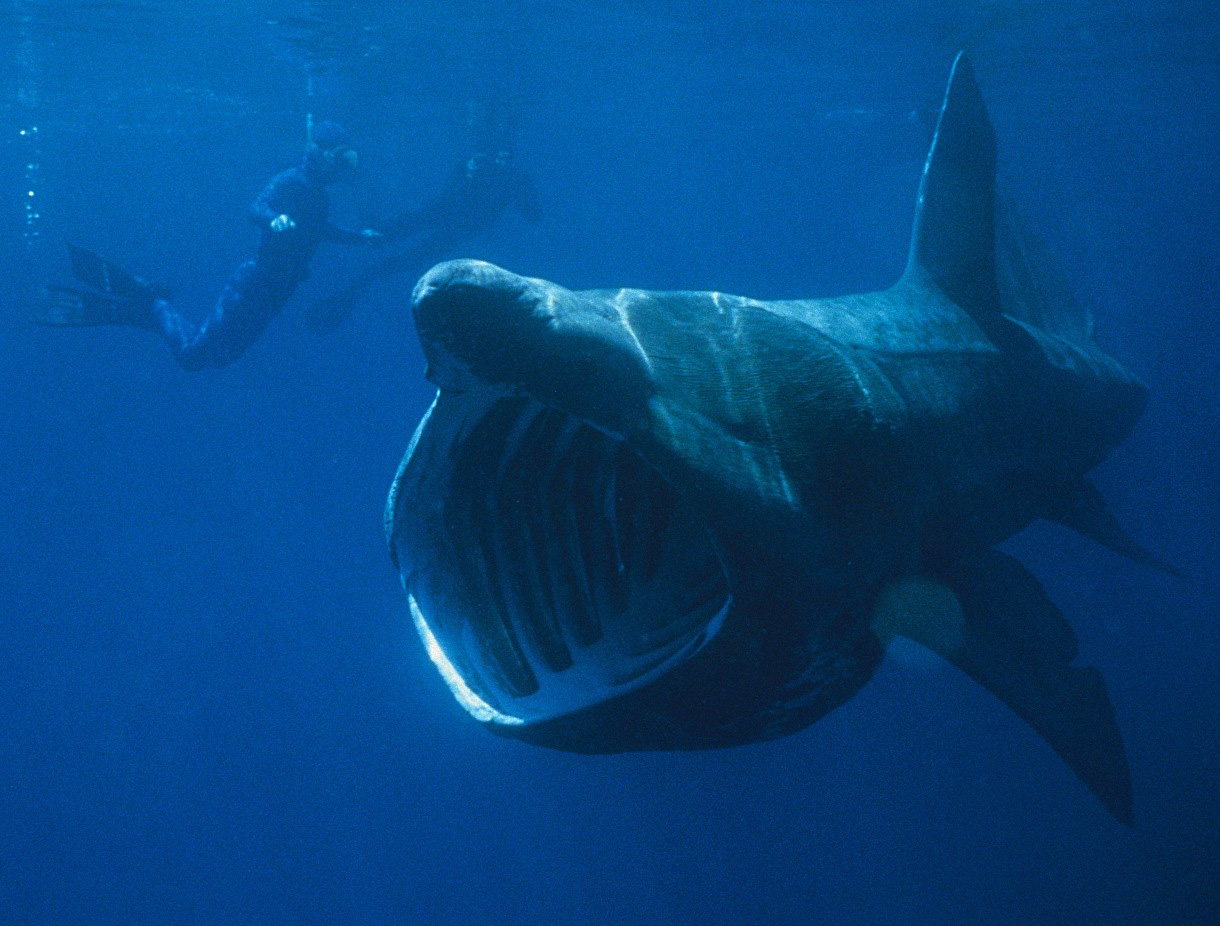
Requin pèlerin (Cetorhinus maximus, Chondrichthyes, Cetorhinidae)
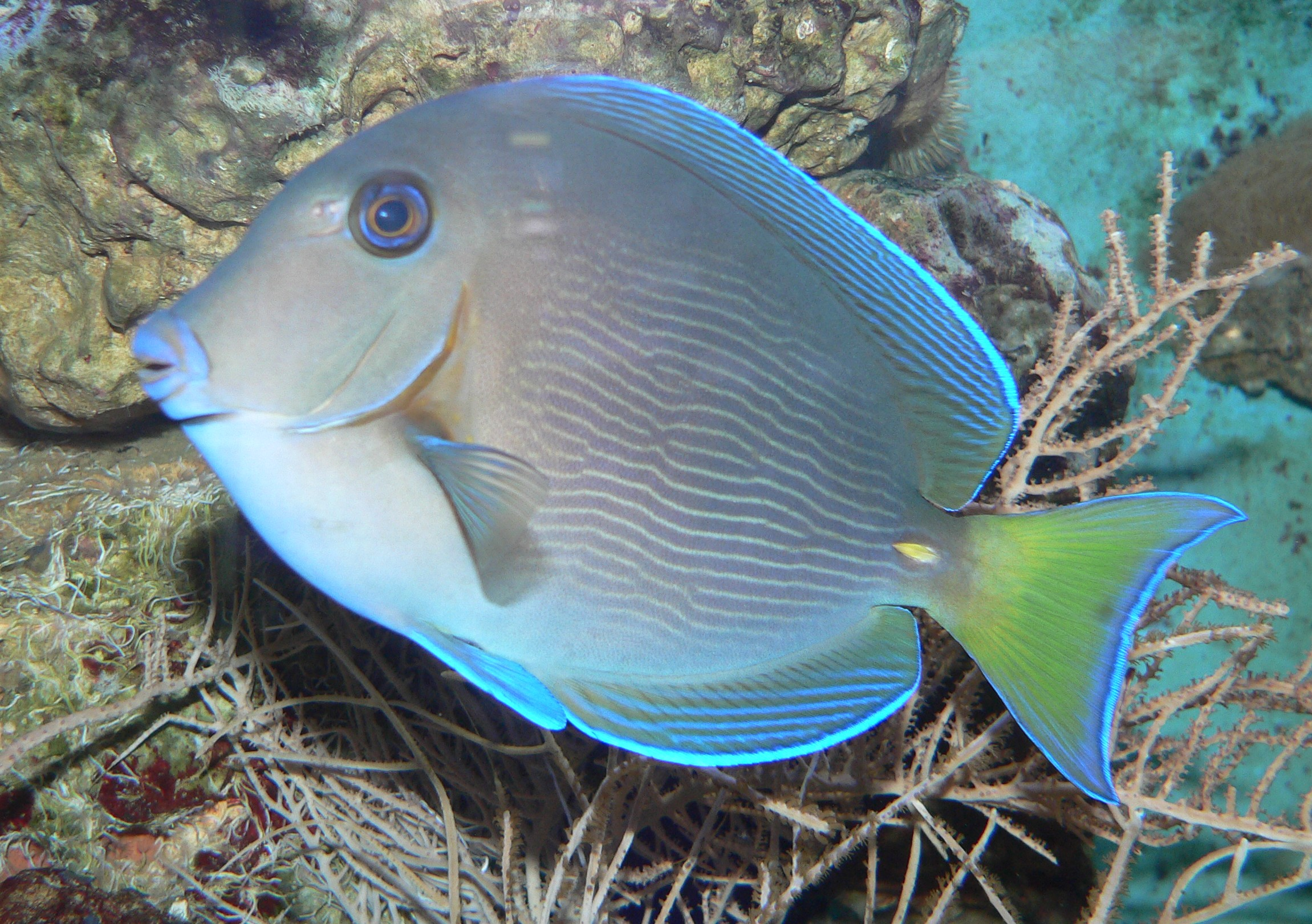
Chirurgien (Ctenochaetus hawaiiensis, Osteichthyes, Actinopterygii, Acanthuridae), à Hawaii
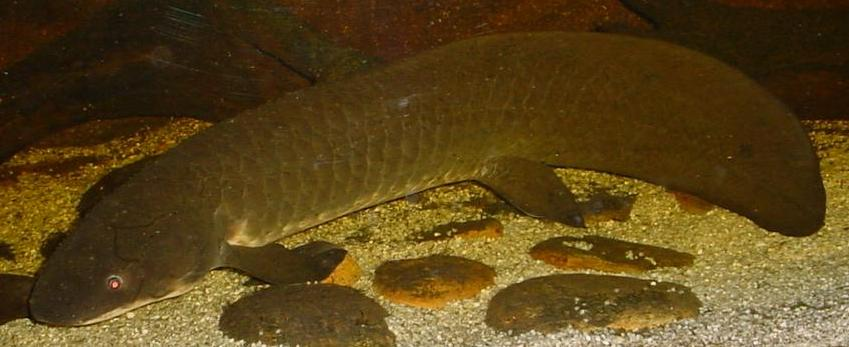
Dipneuste (Neoceratodus forsteri, Sarcopterygii, Dipnoi)
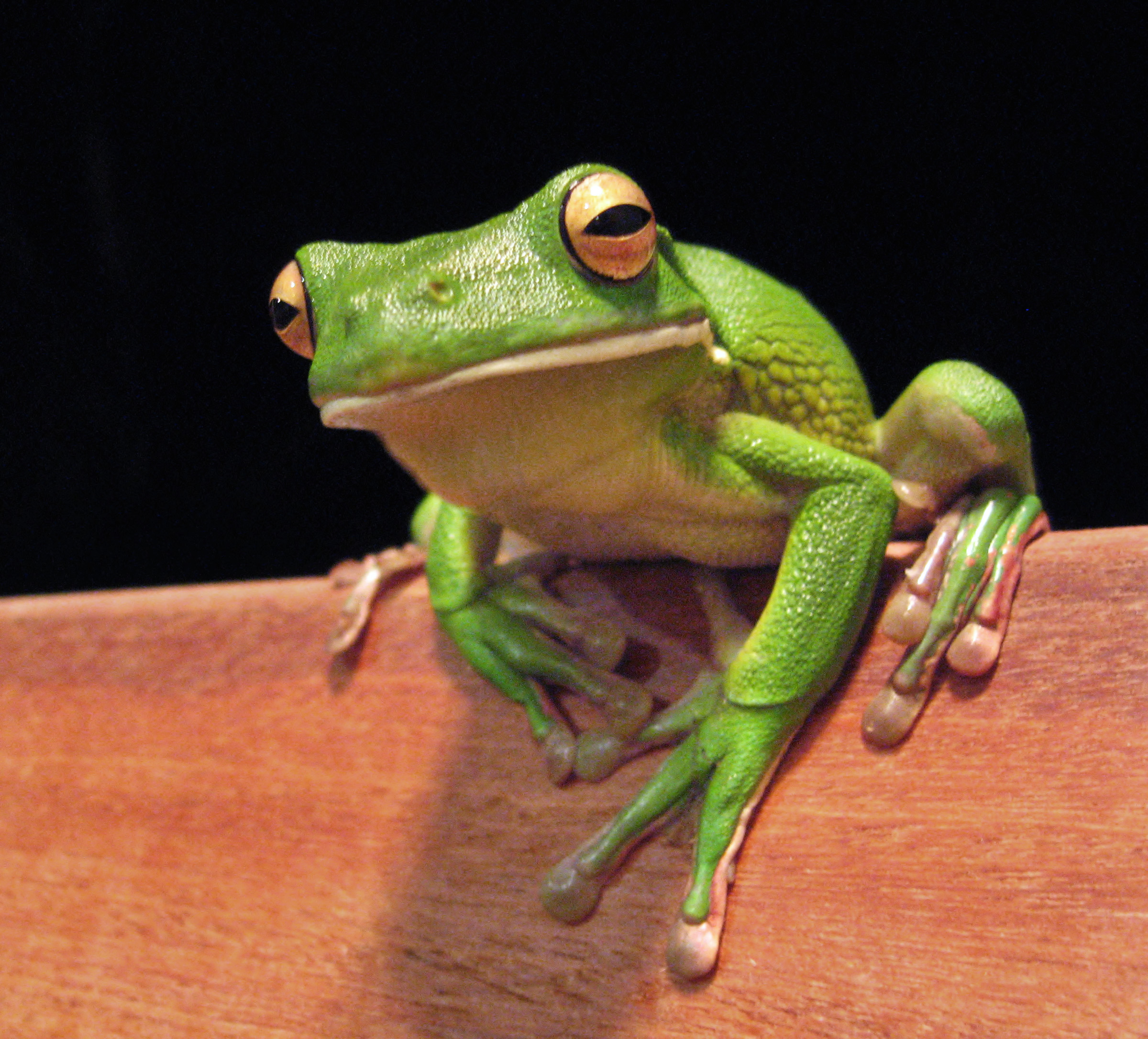
Litoria infrafrenata (Amphibia, Hylidae)
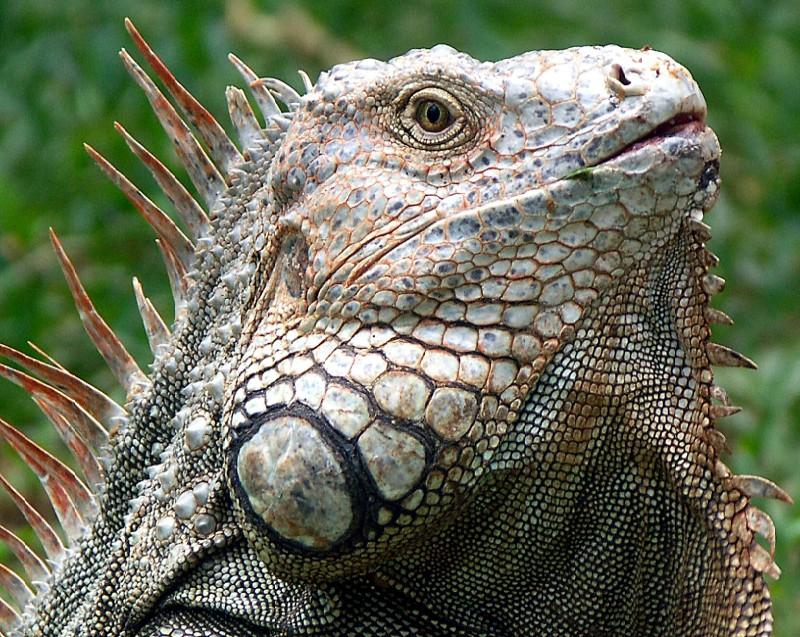
Iguana iguana (Lepidosauria, Iguanidae)
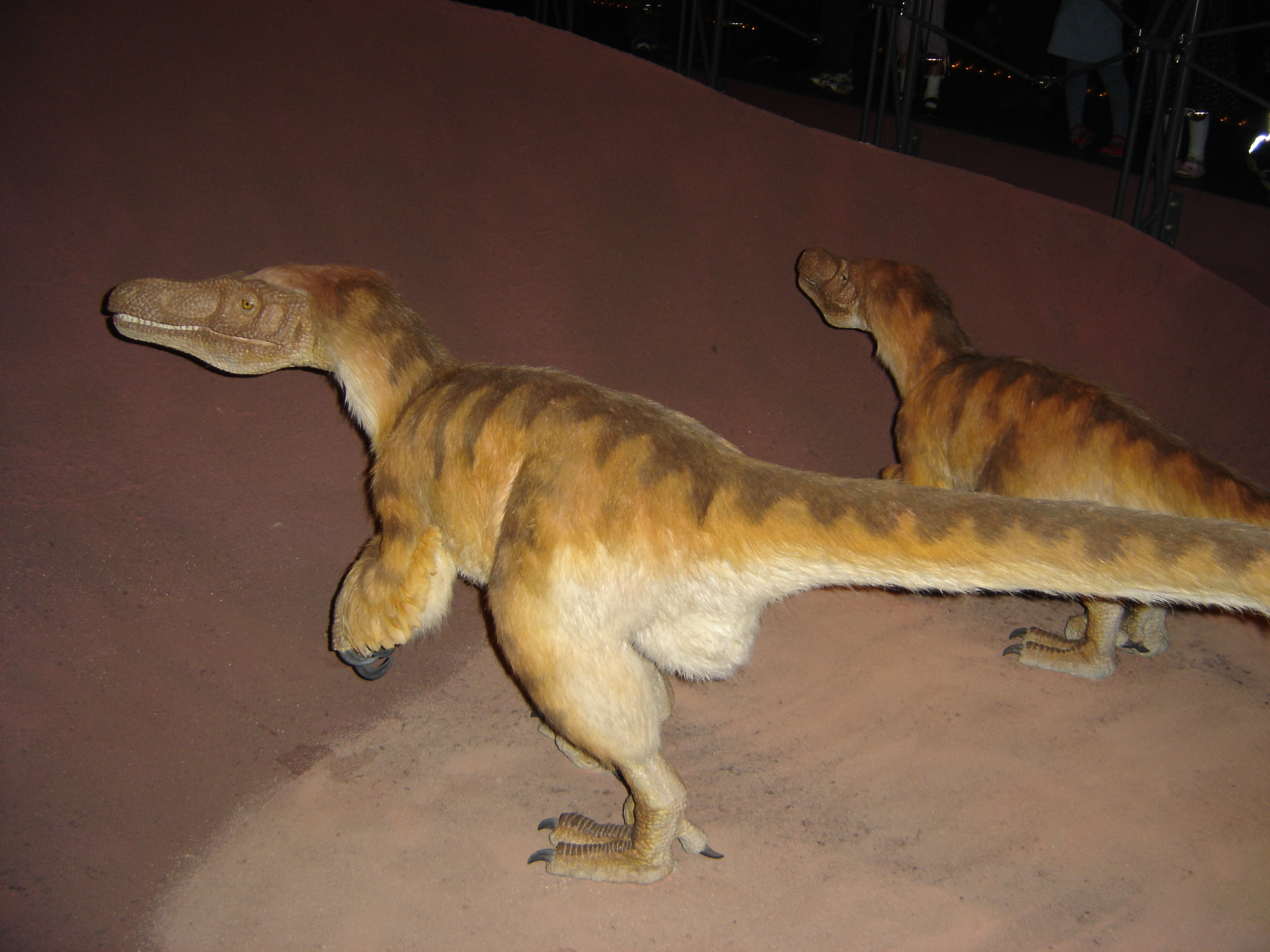
Velociraptor (Dinosauria, Theropoda)
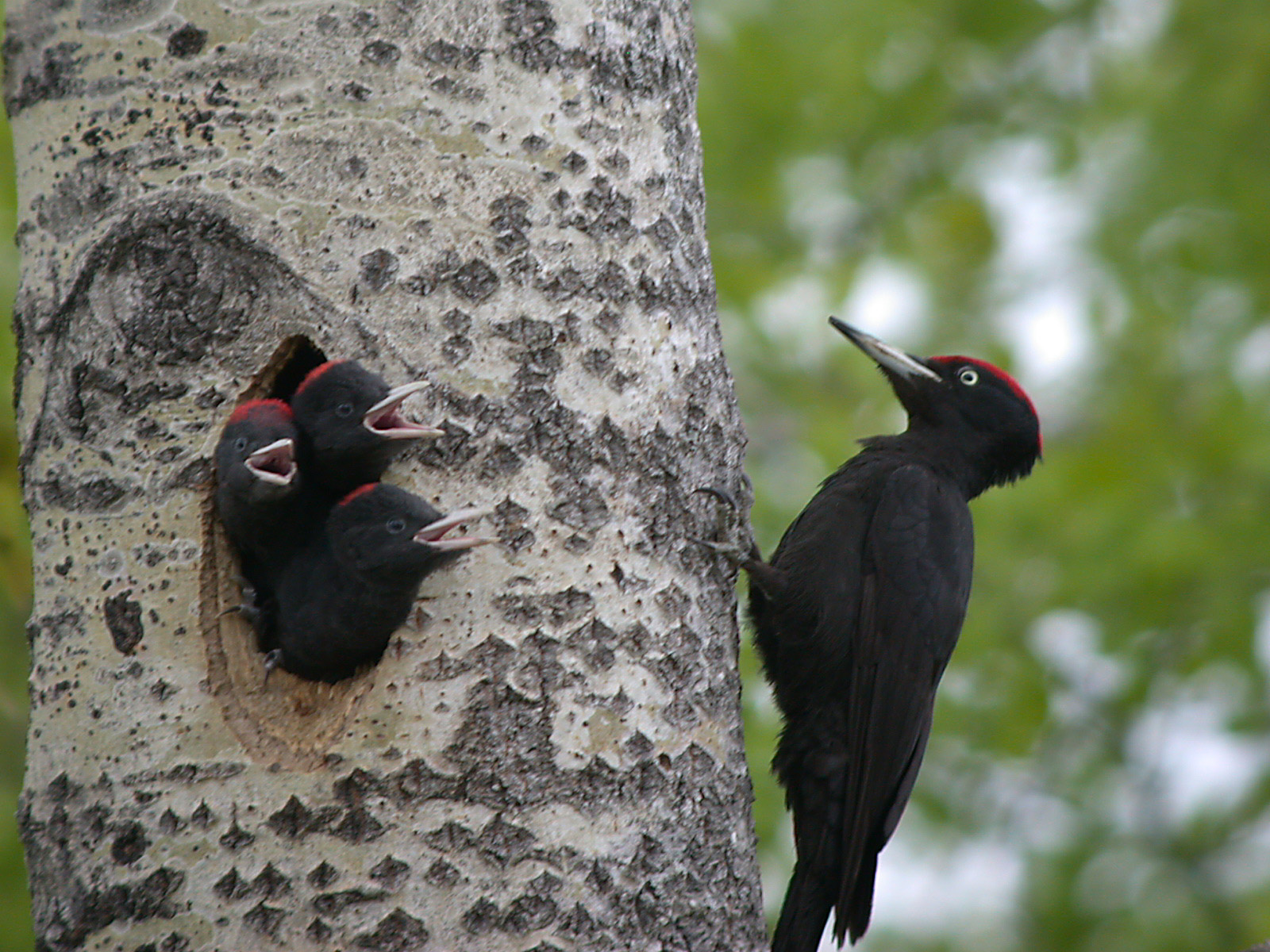
Pic noir (Dryocopus martius, Aves, Picidae) au nid
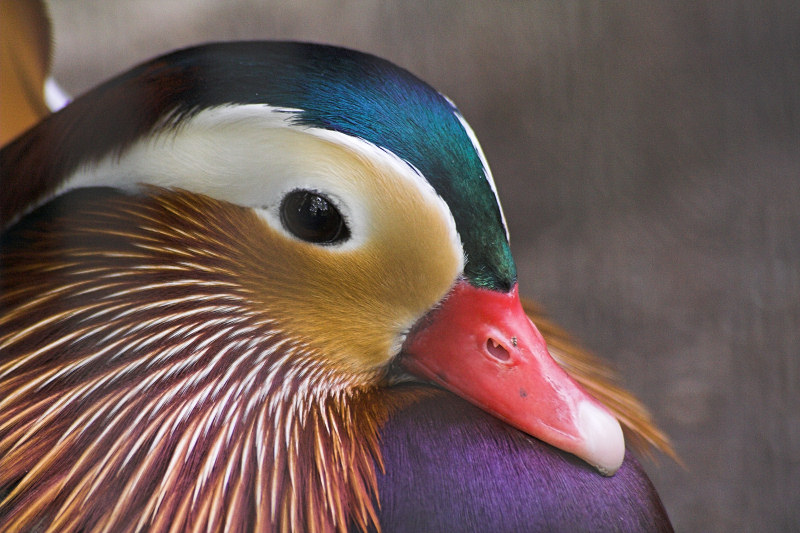
Aix galericulata (Aves, Anatidae)
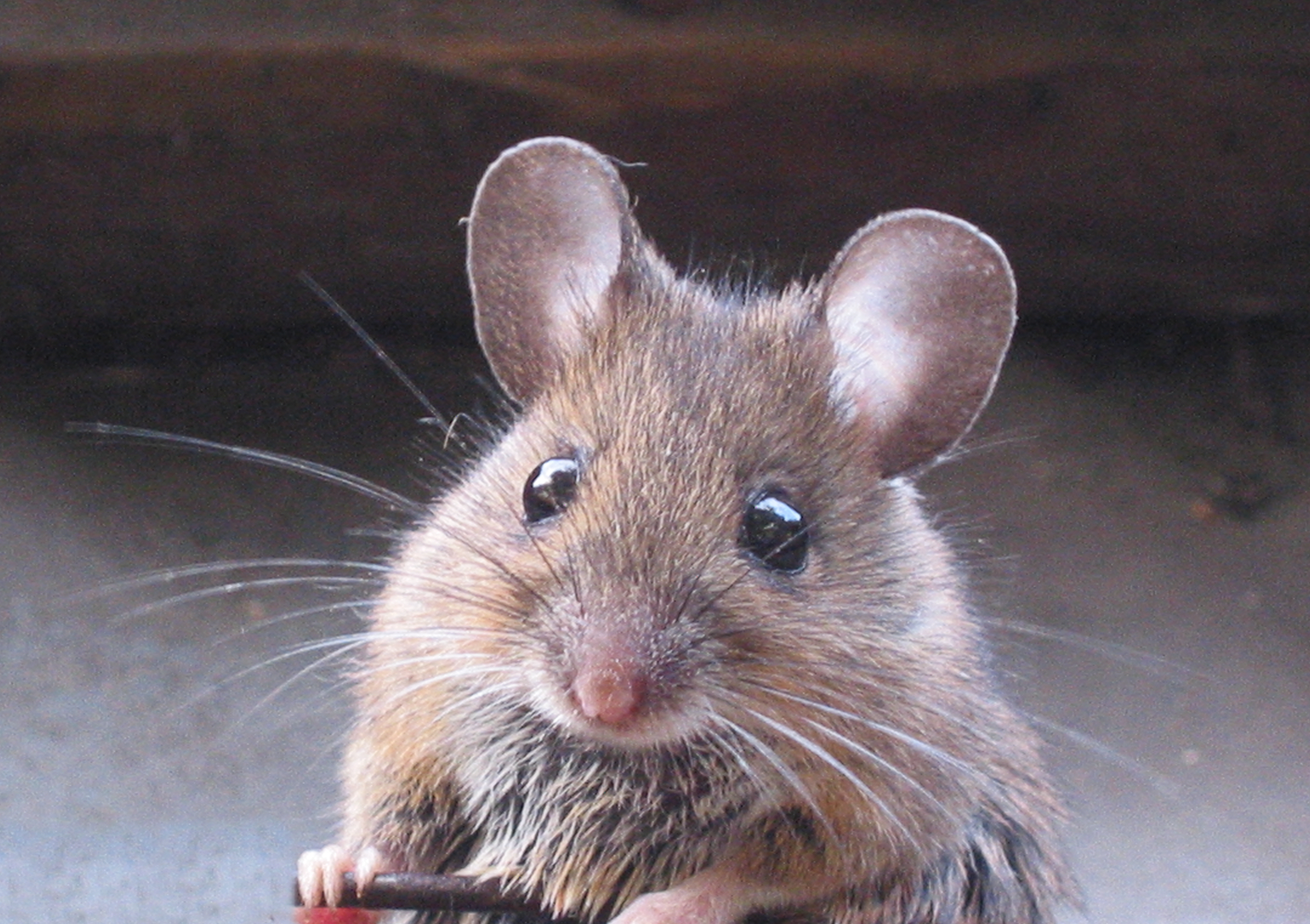
souris commune (Mus Musculus, Mammalia, Muridae)
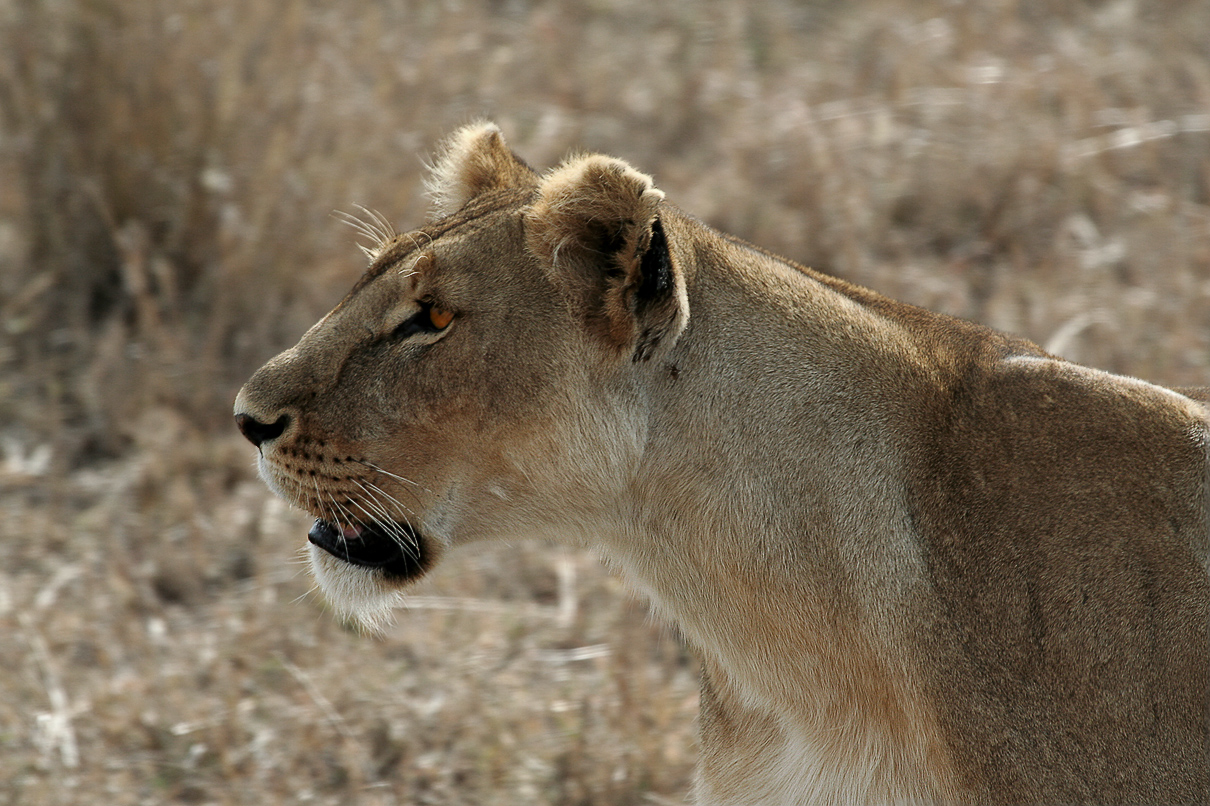
Lionne d'Afrique (Panthera leo, Mammalia, Felidae)
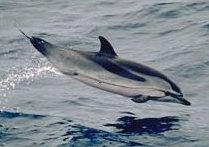
Dauphin bleu et blanc (Stenella coeruleoalba, Mammalia, Cetacea)

## Débat scientifique relatif à la phylogénie desGnathostomata
La phylogénie des groupes actuels de Vertébrés à mâchoires fait l'objet d'un quasi consensus : caractère paraphylétique des Poissons  et des Reptiles, monophylie et parenté des groupes actuels : Chondrichthyens, Actinoptérygiens, Sarcoptérygiens et, au sein de ces derniers, Tétrapodes, Lissamphibiens, Amniotes, Tortues, Lépidosauriens, Archosauriens, Oiseaux au sein de ces derniers, Mammifères. Les Crossoptérygiens ont éclaté, révélant la plus proche parenté des Tétrapodes avec les Dipneustes plutôt qu'avec les Cœlacanthes.
C'est la place des groupes fossiles qui pose encore très largement question. Ainsi en est-il 
- des Placodermes, plus guère considérés comme groupe-frère des Chondrichthyens, mais après des hésitations (groupe-frère de tous les autres Gnathostomes, ou bien des Ostéichthyens) il semble qu'ils soient paraphylétiques, à la base de l'arbre des Gnathostomes ;
- des Acanthodiens, qui s'avèrent être polyphylétiques et à l'origine aussi bien des Chondrichthyens que des Ostéichthyens ;
- de l'origine des Lissamphibiens : à partir des Temnospondyles ou bien des Lépospondyles, voire des deux si jamais les Amphibiens modernes étaient polyphylétiques ;
- et du coup, la place respective des différents groupes d'Amphibiens fossiles (parmi lesquels les Anthracosauriens sont paraphylétiques) dépend de cette question...

Sur ces deux derniers points, on a suivi l'opinion encore récemment défendue par Marcello Ruta, contre celle représentée par Michel Laurin, ci-dessous résumée.

## Sources
- Guo-Rui Zhang, Shi-Tao Wang, Jun-Qing Wang, Nian-Zhong Wang et Min Zhu : « A basal antiarch (placoderm fish) from the Silurian of Qujing, Yunnan, China », Palaeoworld, vol. 19, 2010, pp. 129-135
- Jing Lu et Min Zhu : « An onychodont fish (Osteichthyes, Sarcopterygii) from the Early Devonian of China, and the evolution of the Onychodontiformes », Proc. R. Soc. B, 2009
- Martin D. Brazeau : « The braincase and jaws of a Devonian ‘acanthodian’ and modern gnathostome origins », Nature, vol. 457, 2009, pp. 305-308
- Sébastien Steyer : La Terre avant les dinosaures, Belin (Pour la science), 2009, 205 pp.,  (ISBN 978-2-7011-4206-7)
- Jason S. Anderson : « Focal Review: The Origin(s) of Modern Amphibians », in Evol. Biol., vol. 35, pp. 231-247, 2008
- Gloria Arratia, Mark V.H. Wilson et Richard Cloutier (éd.) : Recent Advances in the Origin and Early Radiation of Vertebrates. Honoring Hans-Peter Schultze, Pfeil, 2004,  (ISBN 978-3899370522)
- Kanae Kikugawa, Kazutaka Katoh, Shigehiro Kuraku, Hiroshi Sakurai, Osamu Ishida, Naoyuki Iwabe et Takashi Miyata : « Basal jawed vertebrate phylogeny inferred from multiple nuclear DNA-coded genes », BMC Biology 2:3, 2004
- Marcello Ruta, Jonathan E. Jeffery et Michael I. Coates : « A supertree of early tetrapods », in Proc. R. Soc. Lond. B, vol. 270, pp. 2507-2516, 2003
- Marcello Ruta, Michael I. Coates et Donald L.J. Quicke : « Early tetrapod relationships revisited », in Biol. Rev., vol. 78, pp. 251–345, 2003
- Marcello Ruta et Michael I. Coates : « Bones, molecules, and crown-tetrapod origins », in Philip C. J. Donoghue et M. Paul Smith (éd.) : Telling the Evolutionary Time, Routledge (Systematics Association Special Volumes), 2003,  (ISBN 978-0-415-27524-8)